# Sedia n. 14
La sedia n. 14 è la più famosa sedia prodotta dall'azienda Thonet.

## Descrizione
Il grande classico disegnato e realizzato da Michael Thonet nel 1860. Il prodotto più noto e venduto. La n. 14 è stata da subito connotata come la sedia da bistrot. Conosciuta come sedia da caffè o sedia Vienna, è stata realizzata con una tecnologia emergente dell'epoca che sfruttava il vapore per ammorbidire e curvare il legno secondo le proprie necessità. La seduta veniva realizzata con l'intreccio della canna d'india o rattan, detta Paglia di Vienna. Dal prezzo abbordabile e dal design semplice, essa è diventata un successo nel mercato del mobile e un'icona di design.